# Jaroslawa Bandera

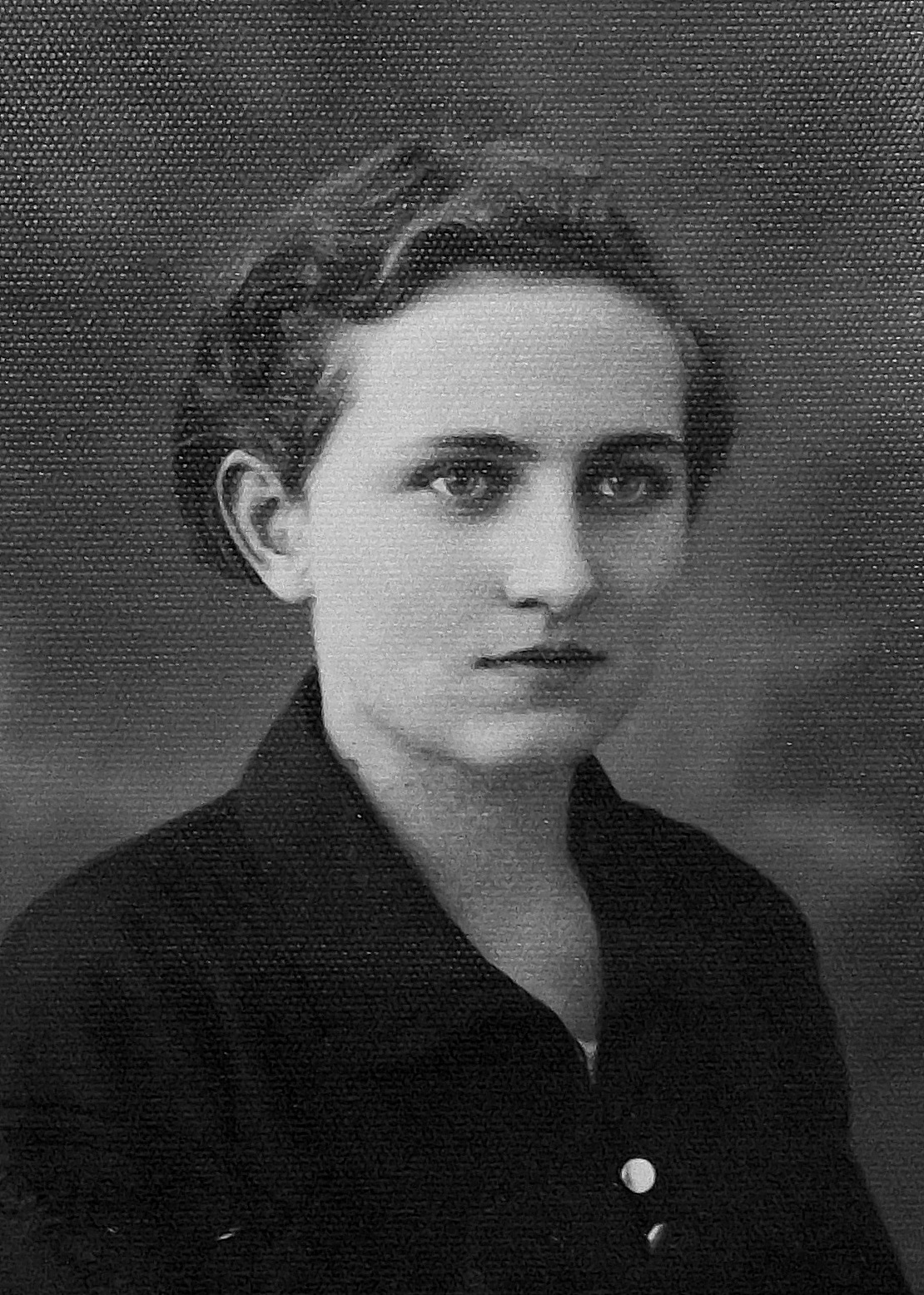
Jaroslawa Bandera (1936)

Jaroslawa Wassyliwna Bandera, geborene Opariwska (ukrainisch Ярослава Василівна Бандера, Опарівська, * 14. September 1917 in Sanok, Galizien, Österreich-Ungarn; † 17. August 1977 in Toronto) war eine ukrainische politische Aktivistin.

## Biografie
Jaroslawa Opariwskas Familie stammte aus der Ortschaft Bonarówka, die für ihre gebildete ukrainische Bevölkerung bekannt war. Jaroslawa wurde patriotisch erzogen. Ihr Vater Wassyl war ein Militärgeistlicher der westukrainischen Armee und fiel im Juni 1919 im polnisch-ukrainischen Krieg.
Sie studierte unter dem Familiennamen ihrer Mutter, um der Diskriminierung aufgrund von Handlungen ihres Vaters im Krieg zu entgehen. 1936 machte sie den Schulabschluss am Emilia Plater Mädchengymnasium in Sanok und begann ein Studium an der Fakultät für Pflanzenbauwissenschaft an der Nationalen Polytechnischen Universität Lwiw. Im selben Jahr trat sie der Organisation Ukrainischer Nationalisten (OUN) bei und wurde Leiterin des Frauen- und Jugendverbandes der Organisation. Am 20. März 1939 wurde sie in Lwiw wegen der Teilnahme an Studentendemonstrationen verhaftet.
Aufgrund der sowjetischen Besetzung Ostpolens mussten die Aktivistinnen und Aktivisten der OUN nach Krakau umziehen. Dort traf sie Stepan Bandera, den sie am 3. Juni 1940 in der Kreuzerhöhungskirche heiratete. Der Hochzeitsempfang wurde von Mykola Lebed finanziert. Sie verbrachten die folgende Zeit im Untergrund.
Stepan wurde von den Deutschen verhaftet und im KZ Sachsenhausen interniert. 1941 wurde ihre erste Tochter geboren. Jaroslawa zog nach Berlin-Charlottenburg um und lebte in einer Wohnung unter der Überwachung der Geheimen Staatspolizei. Sie erhielt die Erlaubnis, ihren Ehemann einmal pro Woche zu besuchen. Während seiner Haft war Jaroslawa seine einzige Verbindung zur OUN-B, der Bandera-Abspaltung der OUN.
Nachdem Stepan am 27. September 1944 aus dem KZ entlassen wurde, lebte die Familie zunächst weiterhin unter der Überwachung der Geheimen Staatspolizei in Berlin. Im Januar 1945 organisierte Mykola Lebed ihre Flucht nach Innsbruck. Nach der deutschen Kapitulation haben sie mit Unterstützung der OUN ihren Wohnsitz innerhalb Deutschlands und Österreichs mehrfach gewechselt, um der Verfolgung durch das MGB und das KGB zu entgehen. Jaroslawa wurde in einem Spionagebericht des MGB an den stellvertretenden Minister für Staatssicherheit der USSR vom 27. Oktober 1947 erwähnt. Zwei weitere Kinder wurden 1946 und 1948 geboren. Das Familienleben war harmonisch, jedoch gab es Anzeichen dafür, dass Stepan Jaroslawa misshandelt hat.
Stepan wurde 1959 ermordet. Die Familie blieb unter dem Schutz der OUN, die einen Fonds eröffnete, um im Herbst 1960 ihren Umzug nach Toronto zu finanzieren. Beim Gerichtsprozess gegen Stepans Mörder Bogdan Staschinski war der US-amerikanische Politiker Charles J. Kersten als Jaroslawas Berater tätig. Er schlug nach dem Prozess vor, sie zu vertreten, falls die sowjetische Regierung am Internationalen Gerichtshof angeklagt wird. Außerdem sollte Kersten als ihr Berater bei einer vorgeschlagenen Anhörung des Kongressausschusses über die Morde an Stepan und Lew Rebet auftreten. Jaroslawa starb 1977 in Toronto, wo sich auch ihr Grab befindet.

## Nachwirkung
Zum Internationalen Frauentag 2019 hat ein ukrainischer Molkereibetrieb Kondensmilchdosen mit Bildern ukrainischer Frauen, darunter Jaroslawa, hergestellt, um an die Bedeutung der Rolle der Frauen in der ukrainischen Geschichte zu erinnern.